# Mnioes lunatus
Mnioes lunatus là một loài tò vò trong họ Ichneumonidae.